# Едисон (Вашингтон)
Едисон (енгл. Edison) насељено је место без административног статуса у америчкој савезној држави Вашингтон.

## Демографија
По попису из 2010. године број становника је 133, што је 0 (0,0%) становника више него 2000. године.
| Група             | 2000.       | 2010.       |
| Белци             | 123 (92,5%) | 127 (95,5%) |
| Афроамериканци    | 0 (0,0%)    | 3 (2,3%)    |
| Азијати           | 3 (2,3%)    | 0 (0,0%)    |
| Хиспаноамериканци | 1 (0,8%)    | 0 (0,0%)    |
| Укупно            | 133         | 133         |